# Ugo Cassina
Ugo Cassina (né à Polesine Parmense le 1er avril 1897 et mort à Milan le 5 octobre 1964) est un mathématicien italien et collaborateur de Giuseppe Peano.

## Biographie
Ugo Cassina terminé ses études d'enseignement supérieur à l'Institut technique de Parme et en 1913, il s'inscrit au cours de mathématiques
à l'Université de Parme. Pendant la Première Guerre mondiale, il a été combattant au front, distingué par
deux médailles de bronze à la valeur militaire et deux croix du mérite de guerre.
Ugo Cassina a repris ses études de mathématiques en décembre 1915 avec Giuseppe Peano à l'Université de Turin où il obtient son diplôme de mathématiques le 21 novembre 1919. Il devient alors assistant de Tommaso Boggio et Giuseppe Peano et dirige à partir de 1923 l'École d'analyse algébrique de l'Université de Turin. En 1925, il devient professeur à l'Académie navale de Livourne et après une habilitation en algèbre et en géométrie analytique, il devient professeur à l'Université de Milan, où il enseigne également l'histoire des mathématiques. En 1941, il est professeur à l'Académie militaire de Caserte et en 1948 à l'Université de Pavie. En 1951, il est de nouveau professeur à l'Université de Milan.
Ugo Cassina qui était entre-autres membre de l'Académie internationale d'histoire des sciences est mort à Milan le 5 octobre 1964. Sa bibliothèque de mathématiques est conservée à l'Université de Parme.

## Activité scientifique
Formé à l'école de Giuseppe Peano, Cassina a poursuivi ses travaux, avec des contributions dans les domaines de la géométrie, de la théorie des ensembles, du calcul numérique et actif dans l'Academia pro Interlingua, publiant son magazine Schola et Vita, fondé en 1926. En 1956, la société mathématique italienne lui confie la publication des travaux de Peano (Peano, Opere scelte, 3 volumes, 1957 à 1959). Il a également publié une édition fac-similée annotée du Formulaire de mathématiques de Peano en 1908.

## Publications
- Calcolo numerico: con numerosi esempi e note storiche originali, Zanichelli, Bologne, 1928.
- Interlingua: Il latino vivente Come Lingua ausiliaria Internazionale. Grammatica, antologia, Le Lingue Estere, Milan, 1938.
- Su un teorema di Peano ed il moto del polo, Estr. da Rendiconti dell'Istituto lombardo, Classe di scienze (A), vol. 92, Ist. lombardo di scienze e lettere, Milan, 1958.
- Il concetto di limite in Luca Valerio e Pietro Mengoli, estr. da Actes du Deuxième Symposium international d'histoire des sciences, Collection de travaux de l'Académie internationale d'histoire des sciences, Vol. 11, Istituto matematico dell'Università, Milan, 1960.
- Formulario mathematico, riproduzione in fac-simile dell'ed. orig., ed. Cremonese, Rome, 1960.
- Critica dei principi della matematica e questioni di logica, Cremonese, Rome, 1961.
- Dalla geometria egiziana alla matematica moderna, Cremonese, Rome, 1961.
- Una storia della fisica, ed. di Filosofia, Turin, 1963.